# Pension Lampel
Pension Lampel è un cortometraggio muto del 1915 diretto da Max Mack.

## Produzione
Il film fu prodotto da Paul Davidson per la Projektions-AG »Union« (PAGU) (Berlin).

## Distribuzione
Il film - un cortometraggio in tre bobine - uscì nelle sale tedesche con un visto di censura del settembre 1915 che a Berlino ne vietava la visione ai minori.
Dal 4 al 7 dicembre 1915, il film fu proiettato al Palast-Lichtspiele di Karlsruhe .